# Philodice (Trochilidae)
Philodice es un género de aves apodiformes perteneciente a la familia Trochilidae, que agrupa apenas a dos especies nativas de la América tropical (Neotrópico), cuyas áreas de distribución se encuentran entre Costa Rica en el este de América Central y el sur de Ecuador en el noroeste de América del Sur. Las dos especies eran anteriormente colocadas en el género Calliphlox hasta que los resultados de análisis filogenéticos demostraron que no era monofilético. Son conocidas popularmente como colibríes, estrellitas, rumbitos o zumbadores, entre otros.

## Características
Los colibríes de este género miden 9 cm de longitud los machos, y 7,5 cm las hembras. Fuerte dimorfismo sexual. Los machos presentan un babero rojo purpúreo, el vientre inferior rufo, el dorso verde y la cola furcada de plumas angostas, las hembras tienen la garganta blanco anteada, collar blanco anteado, pecho manchado de verde y el resto inferior rufo o ante, dorso verde; la cola es redondeada.

## Taxonomía
El género Philodice fue propuesto por los ornitólogos franceses Étienne Mulsant, Jules Verreaux y Édouard Verreaux en 1866, con Trochilus mitchellii como la especie tipo originalmente designada por monotipia, actual Philodice mitchellii.
Los estudios filogenéticos demostraron que las entonces especies Calliphlox bryantae y Calliphlox mitchellii formaban un clado con los géneros Eulidia, Microstilbon y Chaetocercus, por lo que fueron transferidas para el presente género resucitado.

### Etimología
El nombre genérico masculino «Philodice» proviene de la mitología griega «Filódice», esposa de Leucipo e hija de Ínaco.

## Lista de especies
Según las clasificaciones del Congreso Ornitológico Internacional (IOC) y Clements Checklist/eBird, el género agrupa a las siguientes especies con el respectivo nombre popular de acuerdo con la Sociedad Española de Ornitología (SEO):
| Imagen | Nombre científico    | Autor            | Nombre común        | Estado de conservación | Distribución |
| ------ | -------------------- | ---------------- | ------------------- | ---------------------- | ------------ |
|        | Philodice bryantae   | (Lawrence), 1867 | colibrí magenta     | LC                     |              |
|        | Philodice mitchellii | (Bourcier), 1847 | colibrí de Mitchell | LC                     |              |